# 待機宿主
待機宿主（たいきしゅくしゅ、paratenic host）とは、寄生虫の発育環において必ずしも必要ではないが、終宿主と中間宿主との間に介在することにより、終宿主への感染機会を増加させる役割を果たす動物。待機宿主においては寄生虫の有性生殖、ステージの変化は生じない。
ただし、これは寄生虫の側から見ての話である。宿主の側から見ると、寄生虫であることに変わりはない。それ以上に、体内で無性生殖を繰り返される例があり、始末が悪い。さらに、適合しない宿主に対しては、寄生虫が意外な被害を与えることがある。極端な例の一つがエキノコックスである。終宿主では数mmの成体になる無害な寄生虫に過ぎないが、ヒトに感染した場合、無性生殖で嚢胞を作り、時に死の危険すらある。